# ユーロリージョンの一覧
これはユーロリージョンと呼ばれるヨーロッパの越境地域の表である。
| 名称 | 参加国                                                                          | 設立年度        | 解説 | 地図 |
| --- | ------------------------------------------------------------------------------- | --------------- | --- | ---- |
| EUREGIO | オランダ ドイツ                                                                 | 1958年 :56 :179 | ライン川、アイセル川、エムス川の3河川に囲まれた地域の138基礎自治体・2郡が加盟する（2007年現在）:61。主要都市はミュンスター、オスナブリュック（以上独）、エンスヘデ、ヘンゲロー（以上蘭）。この地域はヴェストファーレン条約（1648年）でオランダの独立が承認されて分割されるまでは同一の言語・経済・文化を持っていた:272:73。 1954年にドイツ側自治体で組織された常設会議体に呼応し、1958年にオランダ側自治体が自治体連合を組んだことで発足:64-65。以後数度にわたって制度を改変し、1978年に政治的意思決定機関である評議会（EUREGIO-Rat）が制度化された:56。加盟自治体も拡大している。 国境を挟む自治体・市民・諸団体の協力の円滑化のために組織された最初の地域間協力組織であり、欧州統合の雛型とされた:272。同様の取り組みが各地で行われ、「エウレギオ」は普通名詞化した:272:72-73（なお、ドイツ語発音ではオイレギオ、オランダ語発音ではエーレヒオである:73）。EUREGIOと大文字表記され:49、ドイツ側に所在する本部のある地名 (Gronau, North Rhine-Westphalia) をとり、グローナオのエウレギオ (EUREGIO in Gronau) という呼称も用いられる。法的形態は登記社団:56。 |      |
| ライン＝ワール・ユーロリージョン(ERW) 独: Euregio Rhein-Waal 蘭: Euregio Rijn-Waal                                                                                        | オランダ ドイツ                                                                 | 1963年 :56      | ライン川・ワール川流域に形成されたユーロリージョン。50基礎自治体・2郡・3団体が加盟する（2007年現在）:61。主要都市はデュースブルク（独）、ナイメーヘン、アーネム（以上蘭）。事務所所在地はクレーヴェ（独）:271。 1963年に国境を越えた諸団体・自治体の会議が開かれ:62（ERWはこれをもって創設としている:62）、1969年に事業集団を設立:62、1971年に参加組織を拡大し正式な創立総会を開催:62。1993年に組織の法的形態を「目的組合」(Zweckverband) に変更:272:62。ヨーロッパで初めての、国境を越えた公法団体となる:62。 |      |
| エーレスンド地域 丁: Øresundsregionen 典: Öresundsregionen 英: Öresundregion:175                                                                                          | スウェーデン デンマーク                                                         | 1964年          | エーレスンド海峡（オーレスン海峡）をまたぐ地域。 前身は、北欧5カ国による北方閣僚理事会に1964年に設けられた Öresund Council（オーレスン協議会:1）。さらに Öresundkontakt（1974年）が併設された:271。1993年に Öresundkomiteen として合併:271。 |      |
| ARKO | スウェーデン ノルウェー                                                         | 1967年 :178     | スカンジナビア半島南部のアルビカ（スウェーデン）とコングスビンゲル（ノルウェー）を中心とする地域。 |      |
| ノールカロッテン会議 典: Nordkalottrådet 芬: Pohjoiskalotin neuvosto 英: North Calotte Council:178                                                                        | スウェーデン ノルウェー フィンランド                                            | 1967年 :178     | スカンジナビア半島北部のノールカロッテン一帯 |      |
| クヴァルケン地域 Kvarken:175 | スウェーデン フィンランド                                                       | 1972年          | ボスニア湾北部の幅の狭い海域クヴァルケンを挟む地域。協議体はクヴァルケン協議会(Kvarkenrådet)。さらにインターレグ・プログラムにより、ノルウェーも含んだ「クヴァルケン＝ミットスカンディア」（Kvarken-MittSkandia）の枠組みがある。 |      |
| ボーデン湖会議 | オーストリア スイス ドイツ                                                      | 1972年          | ボーデン湖周辺。1997年、ボーデン湖・ユーロリージョンに発展。 |      |
| マース＝ライン・ユーロリージョン 独: Euregio Maas-Rhein 蘭: Euregio Maas-Rijn 仏: Euregio Meuse-Rhin                                                                      | オランダ ドイツ ベルギー                                                        | 1976年 :56 :179 | ライン川・マース川流域に形成されたユーロリージョン。事務所所在地はマーストリヒト（蘭）:271。法的形態は財団:56。 |      |
| エムス・ドラード地域 独: Ems Dollart Region 蘭: Eems Dollard Regio | オランダ ドイツ                                                                 | 1977年 :56 :179 | EUREGIOの北隣に位置する（一部は重複）:55。事務所所在地はニーウエスハンス（蘭）:271:54。法的形態は目的組合:56（ライン＝ワールに次いで形態を変更した:272）。 |      |
| ミットノルド地方 典: Mittnordenregionen 諾: Midtnorden 芬: Keskipohjola Mid Nordic Committee:175                                                                          | スウェーデン ノルウェー フィンランド                                            | 1977年          | |      |
| ライン＝マース北ユーロリージョン 独: euregio rhein-maas-nord 蘭: euregio rijn-maas noord                                                                                  | オランダ ドイツ                                                                 | 1978年 :56 :179 | 独蘭国境に連なる5つのユーロリージョンの中では最も遅く成立した、最も小規模な組織:49。名称は小文字で表記される:49。事務所所在地はメンヒェングラートバッハ（独）:271。ほかに主要都市としてはクレーフェルト、ノイス（いずれも独）が含まれる。法的形態は任意協同団体:56。 |      |
| フィンランド多島海 典: Skärgarden:175 | スウェーデン フィンランド                                                       | 1978年          | |      |
| エストフォル＝ブーヒュースレーン／ダールスランド Östfold-Bohuslän/Dalsland                                                                                                | スウェーデン ノルウェー                                                         | 1981年 :178     | エストフォル県・ブーヒュースレーン地方（スウェーデン）およびダールスランド地方（ノルウェー）にまたがる地域。協議体はGränskommitten Östfold-Bohuslän/Dalsland :178 |      |
| BENEGO | オランダ ベルギー                                                               | 1980年          | 名称は Belgisch-Nederlands Grensoverleg （ベルギー＝オランダ国境協議会）の頭語。 |      |
| アキテーヌ・バスク・ユーロリージョン | スペイン フランス                                                               | 1982年          | アキテーヌとバスク地方 |      |
| ベネルクス・ミッデンゲバイド・ユーロリージョン | オランダ ベルギー ルクセンブルク                                                | 1984年          | |      |
| トルニオ谷会議 英: Council of Torne Valley:178 | スウェーデン フィンランド                                                       | 1987年 :178     | トルニオ谷 |      |
| スヘルデ・ユーロリージョン Euregio Scheldemond | オランダ ベルギー                                                               | 1989年 :179     | |      |
| アルピ・デル・マーレ Alpi del Mare - Eurocin G.E.I.E. | イタリア フランス                                                               | 1990年          | クーネオ、インペリア、ニースの商工会議所によって組織され、ユーロリージョンを目指すとする経済組織 European economic interest grouping 。本部はクーネオ。領域はアルプス・地中海ユーロリージョンに含まれる。 |      |
| イギリス海峡ユーロリージョン | イギリス フランス ベルギー                                                      | 1991年          | |      |
| ナイセ・ユーロリージョン 独: Euroregion Neiße 英: Euroregion Neiße-Nisa-Nysa:178                                                                                          | チェコ ドイツ ポーランド                                                        | 1991年 :178     | ナイセ川流域 |      |
| エルツゲビルケ／クルシュネホリ・ユーロリージョン | チェコ ドイツ                                                                   | 1992年 :179     | エルツ山地（エルツゲビルケ、クルシュネホリ）周辺 |      |
| エルベ／ラベ・ユーロリージョン Euroregion Elbe/Labe:178 | チェコ ドイツ                                                                   | 1992年 :178     | エルベ川（ラベ川）流域 |      |
| シュプレー＝ナイセ＝ボブル・ユーロリージョン 独: Euroregion Spree-Neiße-Bober 英: Euroregion “Spree-Neiße-Bober”:178                                                      | ドイツ ポーランド                                                               | 1993年 :178     | シュプレー・ナイセ・ボブル川流域 |      |
| ドナウ21ユーロリージョン | セルビア ブルガリア ルーマニア                                                  | 1992年          | |      |
| エグレンシス・ユーロリージョン Euregio Egrensis | チェコ ドイツ                                                                   | 1993年 :179     | |      |
| プロ・エウロパ・ヴィアドリナ・ユーロリージョン Euroregion Pro Europa Viadrina:178                                                                                         | ドイツ ポーランド                                                               | 1993年 :178     | オーダー川両岸。事務所所在地はフランクフルト・アン・デア・オーダー。 |      |
| カルパチア・ユーロリージョン Karpacki Euroregion Karpatský euroregión | ウクライナ スロバキア ハンガリー ポーランド ルーマニア                          | 1993年          | 1993年2月、ポーランド・ウクライナ・ハンガリー・スロバキアにより調印。1996年、ヨーロッパ国境地域連合に加盟。1997年、ルーマニアが参加。 |      |
| ザルツブルク＝ベルヒテスガーデナー・ラント＝トラウンシュタイン・ユーロリージョン                                                                                          | オーストリア ドイツ                                                             | 1993年          | ザルツブルク・ベルヒテスガーデナー・ラント・トラウンシュタイン |      |
| バレンツ・ユーロ北極評議会 典: Barentsrådet 英: Barents Euro-Arctic Council                                                                                               | スウェーデン ノルウェー フィンランド ロシア                                     | 1993年          | バレンツ海沿岸地域。バレンツ地域委員会とともに、バレンツ協同体 (Barentssamarbetet)の名でも呼ばれる。 |      |
| 東サセックス・セーヌ＝マリティーム県・ソンム県ユーロリージョン | イギリス フランス                                                               | 1993年          | |      |
| イン・ザルツァハ・ユーロリージョン 独: Inn-Salzach EuRegio | オーストリア ドイツ                                                             | 1994年          | |      |
| タトラ・ユーロリージョン | スロバキア ポーランド                                                           | 1994年          | タトラ山脈周辺 |      |
| ユーロリージョン・バイエリッシャー・ヴァルト＝ベーマーヴァルト 独: Euroregio Bayerischer Wald-Böhmerwald/Šumava 捷: Euroregion Šumava-Bavorský les                        | オーストリア チェコ ドイツ                                                      | 1993年 :179     | バイエルンの森（バイエリッシャー・ヴァルト）およびベーマーの森（ベーマーヴァルト） |      |
| エストニア＝フィンランド3+3 Estonia-Finish 3+3 Regional Kooperation :178                                                                                                  | エストニア フィンランド                                                         | 1995年 :178     | |      |
| レジオ・インスブリカ:9 | イタリア スイス                                                                 | 1995年:9        | コモ県、ヴェルバーノ＝クジオ＝オッソラ県、ティチーノ州で結成。:9。湖の水質改善、労働市場の統合、観光マーケティング。緊急時の救急活動や地域開発などについて共同事業を行っている:9。会議（Assemblea annuale）にはロンバルディア州とピエモンテ州の代表も参加し、幹部会（Comitato direttivo）にはスイス連邦政府（外務省）代表も参加する:9。 |      |
| ザーロールクス・ライン・ユーロリージョン | ドイツ フランス ルクセンブルク                                                  | 1995年          | ザーロールクス (SaarLorLux) は、ザールラント州、ロートリンゲン（ロレーヌ地域圏）、ルクセンブルクの頭語。 |      |
| ユーロリージョン・ブグ | ウクライナ ベラルーシ ポーランド                                                | 1995年          | ブク川流域。実質的な活動開始は1992年。1995年正式発足。 |      |
| ユーロリージョン・ポメラニア Euroregion Pomerania:178 | スウェーデン (デンマーク) ドイツ ポーランド                                     | 1995年 :178     | |      |
| レジオ・トリレーナ RegioTriRhena | スイス ドイツ フランス                                                          | 1995年 :179     | ライン川流域 |      |
| ユーロリージョン・グラセンシス Euroregione Glacensis Euroregion Pomezí Čech, Moravy a Kladska                                                                             | チェコ ポーランド                                                               | 1996年          | |      |
| ヴィア・サリナ・ユーロリージョン 独: Euroregione Via Salina | オーストリア ドイツ                                                             | 1997年          | |      |
| ドナウ＝クリス＝ムレシュ＝ティサ・ユーロリージョン Duna - Körös - Maros - Tisza euroregion Euroregion Dunăre - Criş - Mureş - Tisa Evroregija Dunav - Kriš - Moriš - Tisa | セルビア ハンガリー ルーマニア                                                  | 1997年          | |      |
| ユーロリージョン・ニェメン 波: Euroregion Niemen | ベラルーシ ポーランド リトアニア ロシア                                         | 1997年          | ネマン川（ニェメン川、ニョーマン川、ネムナス川、メーメル川）流域 |      |
| 南ユトランド＝シュレースヴィヒ地域 Region Sønderjylland-Schleswig | デンマーク ドイツ                                                               | 1997年 :178     | かつてシュレースヴィヒ公国があった領域。デンマークの南ユトランド（南デンマーク地域）およびドイツのシュレースヴィヒ＝ホルシュタイン州の一部。 |      |
| メスタ・ユーロリージョン | ギリシャ ブルガリア                                                             | 1997年          | |      |
| 上プルト・ユーロリージョン ro: Euroregiunea Prutul de Sus | モルドバ ルーマニア ウクライナ                                                  | 2000年          | プルト川上流域（Prutul de Sus, Prutul Superior） |      |
| インタール・ユーロリージョン | オーストリア ドイツ                                                             | 1998年          | |      |
| 下ドナウ・ユーロリージョン | ウクライナ モルドバ ルーマニア                                                  | 1998年          | ドナウ川下流部（下ドナウ） |      |
| シレジア・ユーロリージョンEuroregion Silesia | チェコ ポーランド                                                               | 1998年          | |      |
| チェシン・シレジア・ユーロリージョン 捷: Euroregion Tešínské Slezsko 波: Euroregion Śląsk Cieszynski                                                                      | チェコ ポーランド                                                               | 1998年          | チェシン・シレジア周辺 |      |
| チロル＝南チロル＝トレンティーノ・ユーロリージョン 独: Europaregion Tirol–Südtirol–Trentino                                                                               | イタリア オーストリア                                                           | 1998年          | チロル地方 |      |
| ツークシュピッツェ・ヴェターシュタイン・カーヴェンデル・ユーロリージョン                                                                                                  | オーストリア ドイツ                                                             | 1998年          | |      |
| ドナウ・ドラ－ヴァ・サヴァ・ユーロリージョン | クロアチア ハンガリー ボスニア・ヘルツェゴビナ                                  | 1998年          | |      |
| 西パンノニア・ユーロリージョン | オーストリア ハンガリー                                                         | 1998年          | |      |
| プラデド・ユーロリージョン 捷: Euroregion Praděd 波: Euroregion Pradziad                                                                                                  | チェコ ポーランド                                                               | 1998年          | プラデド山周辺地域 |      |
| ユーロリージョン・バルト Euroregion Baltic:175 | スウェーデン デンマーク ポーランド リトアニア ロシア                            | 1998年 :178     | 1997年のマルボルク会議で沿岸4か国によるユーロリージョンの構想がまとまり、1998年に7か国で調印 |      |
| ユーロリージョン・ヘルシンキ＝タリン Euregio Helsinki-Tallinn:178 | エストニア フィンランド                                                         | 1999年 :178     | ヘルシンキ（フィンランド首都）とタリン（エストニア首都）を含むユーロリージョン。通称タルシンキ（Talsinki）。 |      |
| ポモラヴィ・ザホリエ・ヴァインフィーアテル・ユーロリージョン | オーストリア スロバキア チェコ                                                  | 1999年          | |      |
| カレリア・ユーロリージョン Euregio Karjala-Karelia:175 | フィンランド ロシア                                                             | 2000年 :178     | |      |
| シレト＝プルト＝ニストル・ユーロリージョン Euroregiunea Siret–Prut–Nistru                                                                                                 | モルドバ ルーマニア                                                             | 2000年          | |      |
| 白カルパチア・ユーロリージョン | スロバキア チェコ                                                               | 2000年          | |      |
| ベスキディ・ユーロリージョン Euroregion Beskidy Euroregión Beskidy | スロバキア チェコ ポーランド                                                    | 2000年          | ベスキディ山脈 |      |
| ユーロリージョン・コシツェ＝ミシュコルツ | ハンガリー チェコ                                                               | 2000年          | コシツェとミシュコルツ |      |
| ドブラヴァ・ユーロリージョン | チェコ ポーランド                                                               | 2001年          | |      |
| シルヴァ・ノルティカ・ユーロリージョン 独: Euroregion Silva Nortica 捷: Jihočeská Silva Nortica                                                                           | オーストリア チェコ                                                             | 2002年 :179     | |      |
| ユーロリージョン・ビャウォヴィエジャ原生林 Euroregion Puszcza Białowieska                                                                                                 | ベラルーシ ポーランド                                                           | 2002年          | ビャウォヴィエジャの森周辺。 |      |
| ユーロバルカン | セルビア ブルガリア マケドニア共和国                                            | 2002年          | |      |
| イステル・グラヌム・ユーロリージョン | スロバキア ハンガリー                                                           | 2003年          | |      |
| ドニエプル・ユーロリージョン | ウクライナ ベラルーシ ロシア                                                    | 2003年          | |      |
| ユーロリージョン・ウィナ＝ワヴァ | ポーランド ロシア                                                               | 2003年          | |      |
| ユーロリージョン・シェシュパ | ポーランド リトアニア ロシア スウェーデン                                       | 2003年          | シェシュパ川流域 |      |
| ドリナ・サヴァ・マジェヴィカ・ユーロリージョン | クロアチア セルビア ボスニア・ヘルツェゴビナ                                    | 2003年          | |      |
| ベラシカユーロリージョン | ギリシャ ブルガリア マケドニア                                                  | 2003年          | |      |
| ピレネー・地中海ユーロリージョン | スペイン フランス                                                               | 2004年          | |      |
| ユーロメド・ユーロリージョン Euroregione Euromed | イタリア キプロス ギリシャ スペイン フランス マルタ                             | 2004年          | |      |
| アドリア・イオニア・ユーロリージョン | アルバニア イタリア クロアチア スロベニア ボスニア・ヘルツェゴビナ モンテネグロ | 2006年          | |      |
| バルカン山脈ユーロリージョン | セルビア ブルガリア                                                             | 2006年          | |      |
| アルプス・地中海ユーロリージョン | イタリア フランス                                                               | 2007年          | |      |
| ビハリア・ユーロリージョン | ハンガリー ルーマニア                                                           | 2007年?         | |      |
| ガリシア＝北ポルトガル・ユーロリージョン Euroregion Galicia - Norte | スペイン ポルトガル                                                             | 2008年          | |      |
| 黒海ユーロリージョン | ブルガリア ルーマニア                                                           | 2008年          | |      |
| ユーロエース・ユーロリージョン | スペイン ポルトガル                                                             | 2009年          | |      |
| ドンバス・ユーロリージョン | ウクライナ ロシア                                                               | 2010年          | |      |
| ドニエストル・ユーロリージョン Euroregiunea Nistru | ウクライナ モルドバ                                                             | 2012年          | |      |
| ドナウ＝モルダウ・ユーロリージョン | ドイツ オーストリア チェコ                                                      | 2012年          | |      |
| 新ラエティア・ユーロリージョン | オーストリア スイス                                                             | ?               | |      |